# Curt Hanno Gutbrod
Curt Hanno Gutbrod (* 9. August 1920 in Würzburg; † 20. Juni 2008 in München) war ein deutscher Journalist, Schriftsteller und Drehbuchautor.
Gutbrod arbeitete unter anderem als Redakteur für den Hörfunk des Bayerischen Rundfunks. Darüber hinaus schrieb er vor allem Volksstücke und Lustspiele als Drehbücher für Theater und Fernsehen sowie mehrere Liedtexte.

## Diskografie (Auswahl)

### Texter
- Mein kleines Steckenpferd, Komponist Bernhard Eichhorn
- Wenn verliebte bummeln gehen, Komponist Joe Dixie
- Lola Lied, Komponist Arthur Schanze (Royal-Edition Musikverlag)
- Fahr lieber mit der Bundesbahn, Komponist Ernst Brandner (Rolf Budde Musikverlag)
- Frühling im Englischen Garten, Komponist Walther Papen
- Floh Fox, Komponist Josef Miesen
- Auf geht’s zum Oktoberfest", Schunkelwalzer (Karl Elfers) (Globus Musikedition)

## Theaterstücke (Auswahl)

### Als Drehbuchautor
- Das Wirtshaus im Spessart (1976) (Musical)
- Mini-Faust (1989) Deutscher Theaterverlag
- Vier Finger (1983), eine Komödie
- Kommt ein Vogel geflogen (1983), ein Volksstück
- Der Wurschtl (1983), das Münchner Lustspiel
- Der Spitzbubenhof (1983), ein Volkstümliches Lustspiel
- Die Sache mit dem Feigenblatt (1983), eine Bayerische Komödie
- Veer Finger (1987), ein plattdeutsches Lustspiel
- De Spitzbovenhoff (1987), ein niederdeutsches Lustspiel
- Die zwei im Heu (1992), ein Volkstümliches Lustspiel
- Der Zweimädlerhof (1994), ein Volkstümliches Lustspiel

## Filmografie (Auswahl)

### Als Drehbuchautor
- Wildwest in Oberbayern (1951), auch bekannt als Texas-Dirndl
- Das Wirtshaus im Spessart (1958)
- Unternehmen Kummerkasten, Fernsehserie: Tobias/Rumpelstilzchen/Mutter Griebel/Möbliertes Zimmer gesucht/Die Ausreisserin/Der Unfall/Das Schlachtross/Das Mädchen Gis/Das Konzert/Bully/Charly’s Bande/Spezi/Elisabeth/Der Fremde (1961) – Regie: Albert Loesnau
- Die seltsame Gräfin (1961)
- Unternehmen Kummerkasten, TV-Folgen: Pietro/Duffkes Tierschau/Der kleine Joe/Das Schlüsselkind (1962)
- Der Nachtkurier meldet, TV-Folge: Diebe in der Staatsgalerie (1964)
- Hoftheater, TV-Folgen: Weibergeschichten/Der Knattermime/Eine geschickte Intrige/Die Entscheidung (1975)
- Kurtheater Holtendiek, TV-Folge: Episode #1.1 (1983)